# Herman Voss
Herman Voss (ur. 21 września 1872 w Strzegomiu, zm. 6 maja 1938 we Wrocławiu) – niemiecki duchowny luterański, w okresie II Rzeczypospolitej prezydent (zwierzchnik) Ewangelickiego Kościoła Unijnego na polskim Górnym Śląsku.

## Życiorys
Odbył studia teologiczne na uniwersytecie w Halle. Ordynowany w 1899. Służył w parafiach w Głuszycy, Legnicy i Mirsku. W 1904 rozpoczął pracę w Katowicach, gdzie szybko został I proboszczem. Pełnił funkcję superintendenta diecezji pszczyńskiej. Po przyznaniu Polsce wschodniej części Górnego Śląska z diecezji tej utworzono Ewangelicki Kościół Unijny na Polskim Górnym Śląsku, a ks. Herman Voss został jego prezydentem (zwierzchnikiem). Jego działalność była postrzegane przez władze państwowe jako przesadnie proniemiecka i niekorzystna dla interesów polskich i z polecenia wojewody śląskiego Michała Grażyńskiego został pozbawiony urzędu prezydenta Kościoła.

## Wyróżnienia
Uniwersytet Wrocławski w uznaniu zasług w działalności kościelnej nadał mu w 1920 doktorat honoris causa.

## Literatura
- Voss Herman, [w:] Kto był kim w Drugiej Rzeczypospolitej, red. Jacek M. Majchrowski, Warszawa 1994, ISBN 83-7066-569-1, s. 208.
- Voss Herman, ks., [w:] Jan Szturc, Ewangelicy w Polsce. Słownik biograficzny XVI-XX w., Bielsko-Biała 1998, ISBN 83-85970-50-9, s. 309.